# Pulasela

La pulasela (litt. saute-selle, en portugais; se traduit en français par « saute-mouton ») est un mouvement de capoeira qui consiste à passer par-dessus l'adversaire en posant les mains sur lui et en sautant les jambes écartées. La pulasela est généralement utilisée pour s'amuser, même si elle peut être utilisée comme esquive ou pour se sortir d'une « impasse » quand l'adversaire adopte une position basse.